# Liste der Fornminnen in Ullånger

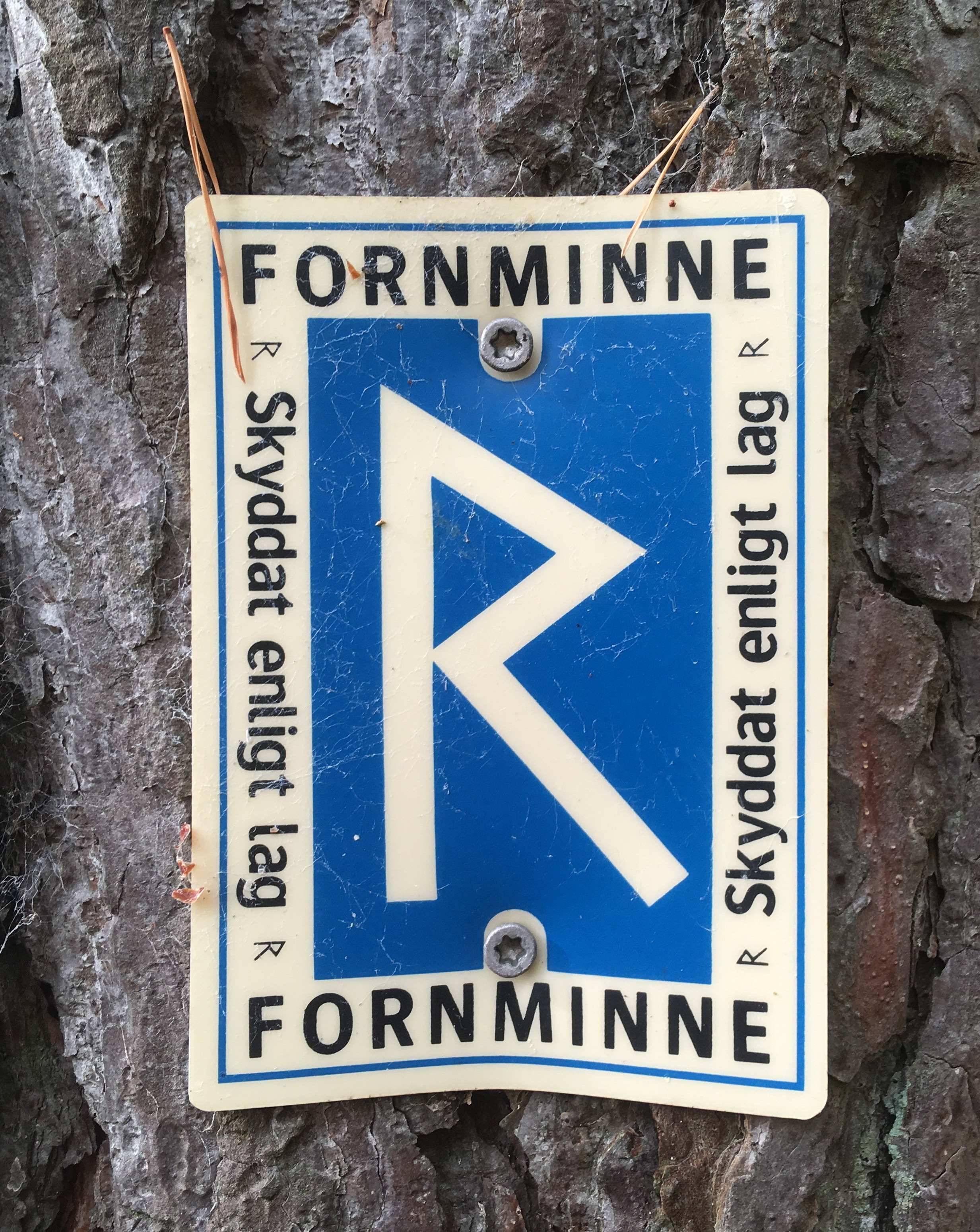
Zeichen für „Fornminnen“ in Schweden

Diese Liste der Fornminnen in Ullånger zeigt die „Alten/antiken Denkmale“ (schwedisch fornminnen) im ehemaligen Socken Ullånger in der heutigen Gemeinde Kramfors der schwedischen Provinz Västernorrlands län, sie ist eine Teilliste der „Liste der Fornminnen in Västernorrland“. Die Aufteilung basiert auf der historischen Zuordnung der Gebiete in Socken (siehe auch) und der Einteilung des Zentralamts für Denkmalpflege Riksantikvarieämbetet (RAÄ). Es werden die Fornminnen aufgeführt, die auf dem Suchdienst „Fornsök“ registriert sind, welcher weitere Informationen zu den bekannten kulturhistorischen Überresten in Schweden enthält.

## Begriffserklärung
Fornminnen (schwedisch für alte/antike Denkmale oder archäologische Funde) sind in Schweden alte Objekte und archäologische Funde (Fornlämningar), welche die Überreste menschlicher Aktivitäten in der Vergangenheit bezeichnen, die durch frühere Nutzung entstanden sind und dauerhaft aufgegeben wurden. Dabei gilt für Fornminnen, die vor 1850 entstanden sind, dass sie automatisch durch das Gesetz geschützt sind. Aber auch jüngere Überreste können zu Bodendenkmalen erklärt werden, wenn sie sich an ihrem ursprünglichen Standort befinden und weitgehend erdgebunden sind. Als Fornminnen zählen u. a. Siedlungen und Siedlungsreste aus prähistorischer Zeit, Gräber und Grabstätten, Burgruinen, Ruinen von Klöstern, Kirchen und Schlössern, Steine und Felsen mit Inschriften und Bildern (z. B. Runensteine und Petroglyphen), insofern sie nicht schon als Einzeldenkmal unter Byggnadsminnen (schwedisch für Baudenkmale) oder kyrkliga Kulturminnen (schwedisch für kirchliches Kulturgut) ausgewiesen sind.

## Legende
| ID           | = | ID.Nr. des Denkmalregisters (Fornsök) im schwedische Amt für nationales Kulturerbe (Riksantikvarieämbetet (RAÄ)) |
| Lage         | = | Koordinatenangabe des Standorts                                                                                  |
| Bezeichnung  | = | Bezeichnung des Denkmalobjekts (auch RAÄ-Nr.)                                                                    |
| Beschreibung | = | Name (Denkmaltyp/Dokumentenverweis im Arkivsök) sowie eine kurze Beschreibung des Objekts                        |
| Bild         | = | Bild des Objekts sowie Verweis auf weitere Bilder                                                                |

## Liste Fornminnen Ullånger
| ID             | Lage    | Bezeichnung (RAÄ-Nr.) | Beschreibung | Bild           |
| -------------- | ------- | --------------------- | --- | -------------- |
| 10250800010001 | (Karte) | Ullånger 1:1          | Ullånger 1:1 (Gräberfeld / L1935:8946) langgestrecktes ovales (90 x 20 m groß) Gräberfeld am Nordufer des Ullångersfjärden südöstlich bei der Ortschaft Mäja, bestehend aus 10 Fundstellen (5 Steinhügeln und 5 Steinsetzungen). Die runden Steinhügel haben bis zu 7 m Durchmesser und 1 Steinhügel ist langgestreckt (11 x 5 m und 1 m hoch), die Steinsetzungen sind rund mit bis zu 5 m Durchmesser. Etwa 200 m östlich davon befindet sich die Steinsetzung Ullånger 108:1 (L1935:8940) und etwa 80 m westlich davon das Steinhügelgrab Ullånger 62:1 (L1935:8741) sowie die 50 m lange Einzäunung Ullånger 112 (L1934:1472) | Weitere Bilder |
| 10250800040001 | (Karte) | Ullånger 4:1          | Ullånger 4:1 (Hügelgrab / L1935:8958) Beschreibung ergänzen | Weitere Bilder |
| 10250800040002 | (Karte) | Ullånger 4:2          | Ullånger 4:2 (Hügelgrab / L1935:8930) Beschreibung ergänzen | Weitere Bilder |
| 10250800050001 | (Karte) | Ullånger 5:1          | Ullånger 5:1 (Hügelgrab / L1935:8959) Beschreibung ergänzen | Weitere Bilder |
| 10250800050002 | (Karte) | Ullånger 5:2          | Ullånger 5:2 (Hügelgrab / L1935:8941) Beschreibung ergänzen | Weitere Bilder |
| 10250800050003 | (Karte) | Ullånger 5:3          | Ullånger 5:3 (Hügelgrab / L1935:9628) Beschreibung ergänzen | Weitere Bilder |
| 10250800050004 | (Karte) | Ullånger 5:4          | Ullånger 5:4 (Hügelgrab / L1935:8960) Beschreibung ergänzen | Weitere Bilder |
| 10250800060001 | (Karte) | Ullånger 6:1          | Ullånger 6:1 (Hügelgrab / L1935:9004) Beschreibung ergänzen | Weitere Bilder |
| 10250800060002 | (Karte) | Ullånger 6:2          | Ullånger 6:2 (Hügelgrab / L1935:9005) Beschreibung ergänzen | Weitere Bilder |
| 10250800080001 | (Karte) | Ullånger 8:1          | Ullånger 8:1 (Hügelgrab / L1935:8952) Beschreibung ergänzen | Weitere Bilder |
| 10250800080002 | (Karte) | Ullånger 8:2          | Ullånger 8:2 (Hügelgrab / L1935:9638) Beschreibung ergänzen | Weitere Bilder |
| 10250800090001 | (Karte) | Ullånger 9:1          | Ullånger 9:1 (Hügelgrab / L1935:9014) Beschreibung ergänzen | Weitere Bilder |
| 10250800100001 | (Karte) | Ullånger 10:1         | Ullånger 10:1 (Steinhügelgrab / L1935:9016) Beschreibung ergänzen | Weitere Bilder |
| 10250800100002 | (Karte) | Ullånger 10:2         | Ullånger 10:2 (Steinsetzung / L1935:9015) Beschreibung ergänzen | Weitere Bilder |
| 10250800120001 | (Karte) | Ullånger 12:1         | Ullånger 12:1 (Hügelgrab / L1935:9024) Beschreibung ergänzen | Weitere Bilder |
| 10250800130001 | (Karte) | Ullånger 13:1         | Ullånger 13:1 (Steinhügelgrab / L1935:9025) Beschreibung ergänzen | Weitere Bilder |
| 10250800140001 | (Karte) | Ullånger 14:1         | Ullånger 14:1 (Hügelgrab / L1935:9008) Beschreibung ergänzen | Weitere Bilder |
| 10250800140002 | (Karte) | Ullånger 14:2         | Ullånger 14:2 (Hügelgrab / L1935:9026) Beschreibung ergänzen | Weitere Bilder |
| 10250800150001 | (Karte) | Ullånger 15:1         | Ullånger 15:1 (Hügelgrab / L1935:9037) Beschreibung ergänzen | Weitere Bilder |
| 10250800160001 | (Karte) | Ullånger 16:1         | Ullånger 16:1 (Hügelgrab / L1935:9038) Beschreibung ergänzen | Weitere Bilder |
| 10250800170001 | (Karte) | Ullånger 17:1         | Ullånger 17:1 (Hügelgrab / L1935:9039) Beschreibung ergänzen | Weitere Bilder |
| 10250800180001 | (Karte) | Ullånger 18:1         | Ullånger 18:1 (Hügelgrab / L1935:9712) Beschreibung ergänzen | Weitere Bilder |
| 10250800190001 | (Karte) | Ullånger 19:1         | Ullånger 19:1 (Steinsetzung / L1935:9018) Beschreibung ergänzen | Weitere Bilder |
| 10250800200001 | (Karte) | Ullånger 20:1         | Ullånger 20:1 (Gravfält / L1935:9088) Beschreibung ergänzen | Weitere Bilder |
| 10250800230001 | (Karte) | Ullånger 23:1         | Ullånger 23:1 (Steinsetzung / L1935:9098) Beschreibung ergänzen | Weitere Bilder |
| 10250800230002 | (Karte) | Ullånger 23:2         | Ullånger 23:2 (Steinsetzung / L1935:9070) Beschreibung ergänzen | Weitere Bilder |
| 10250800240001 | (Karte) | Ullånger 24:1         | Ullånger 24:1 (Steinsetzung / L1935:9737) Beschreibung ergänzen | Weitere Bilder |
| 10250800240002 | (Karte) | Ullånger 24:2         | Ullånger 24:2 (Steinsetzung / L1935:9100) Beschreibung ergänzen | Weitere Bilder |
| 10250800240003 | (Karte) | Ullånger 24:3         | Ullånger 24:3 (Steinsetzung / L1935:9040) Beschreibung ergänzen | Weitere Bilder |
| 10250800240004 | (Karte) | Ullånger 24:4         | Ullånger 24:4 (Hügelgrab / L1935:9099) Beschreibung ergänzen | Weitere Bilder |
| 10250800260001 | (Karte) | Ullånger 26:1         | Ullånger 26:1 (Steinsetzung / L1935:9146) Beschreibung ergänzen | Weitere Bilder |
| 10250800270001 | (Karte) | Ullånger 27:1         | Ullånger 27:1 (Hügelgrab / L1935:9700) Beschreibung ergänzen | Weitere Bilder |
| 10250800270002 | (Karte) | Ullånger 27:2         | Ullånger 27:2 (Steinsetzung / L1935:9147) Beschreibung ergänzen | Weitere Bilder |
| 10250800280001 | (Karte) | Ullånger 28:1         | Ullånger 28:1 (Hügelgrab / L1935:9117) Beschreibung ergänzen | Weitere Bilder |
| 10250800290001 | (Karte) | Ullånger 29:1         | Ullånger 29:1 (Hügelgrab / L1935:8543) Beschreibung ergänzen | Weitere Bilder |
| 10250800310001 | (Karte) | Ullånger 31:1         | Ullånger 31:1 (Hügelgrab / L1935:9186) Beschreibung ergänzen | Weitere Bilder |
| 10250800310002 | (Karte) | Ullånger 31:2         | Ullånger 31:2 (Hügelgrab / L1935:9185) Beschreibung ergänzen | Weitere Bilder |
| 10250800320001 | (Karte) | Ullånger 32:1         | Ullånger 32:1 (Hügelgrab / L1935:9187) Beschreibung ergänzen | Weitere Bilder |
| 10250800340001 | (Karte) | Ullånger 34:1         | Ullånger 34:1 (Hügelgrab / L1935:9175) Beschreibung ergänzen | Weitere Bilder |
| 10250800340002 | (Karte) | Ullånger 34:2         | Ullånger 34:2 (Hügelgrab / L1935:9176) Beschreibung ergänzen | Weitere Bilder |
| 10250800380001 | (Karte) | Ullånger 38:1         | Ullånger 38:1 (Steinsetzung / L1935:9193) Beschreibung ergänzen | Weitere Bilder |
| 10250800380002 | (Karte) | Ullånger 38:2         | Ullånger 38:2 (Steinsetzung / L1935:9194) Beschreibung ergänzen | Weitere Bilder |
| 10250800390001 | (Karte) | Ullånger 39:1         | Ullånger 39:1 (Hügelgrab / L1935:9195) Beschreibung ergänzen | Weitere Bilder |
| 10250800550001 | (Karte) | Ullånger 55:1         | Ullånger 55:1 (Steinsetzung / L1935:9267) Beschreibung ergänzen | Weitere Bilder |
| 10250800570001 | (Karte) | Ullånger 57:1         | Ullånger 57:1 (Hügelgrab / L1935:8712) Beschreibung ergänzen | Weitere Bilder |
| 10250800580001 | (Karte) | Ullånger 58:1         | Ullånger 58:1 (Steinsetzung / L1935:9250) Beschreibung ergänzen | Weitere Bilder |
| 10250800620001 | (Karte) | Ullånger 62:1         | Ullånger 62:1 (Steinhügelgrab / L1935:8741) ovaler (7 x 5 m groß) Steinhügel am Nordufer des Ullångersfjärden südöstlich bei der Ortschaft Mäja, teilweise ausgehöhlt und umgebaut mit Schutzwall umgeben, direkt neben der Einzäunung Ullånger 112 (L1934:1472) Etwa 80 m östlich davon befindet sich das Gräberfeld Ullånger 1:1 (L1935:8946) | Weitere Bilder |
| 10250800630001 | (Karte) | Ullånger 63:1         | Ullånger 63:1 (Hügelgrab / L1935:9332) Beschreibung ergänzen | Weitere Bilder |
| 10250800760001 | (Karte) | Ullånger 76:1         | Ullånger 76:1 (Grab- und Siedlungsfläche / L1935:8788) Beschreibung ergänzen | Weitere Bilder |
| 10250801070001 | (Karte) | Ullånger 107:1        | Ullånger 107:1 (Steinhügelgrab / L1935:8372) Beschreibung ergänzen | Weitere Bilder |
| 10250801080001 | (Karte) | Ullånger 108:1        | Ullånger 108:1 (Steinhügelgrab / L1935:8940) ovale (8 x 5 m groß) Steinsetzung am Nordufer des Ullångersfjärden südöstlich bei der Ortschaft Mäja, wenige Meter nördlich des Verlaufs der Europastraße 4, 200 m westlich davon befindet sich das Gräberfeld Ullånger 1:1 (L1935:8946) | Weitere Bilder |
| 12000000171520 | (Karte) | Ullånger 112          | Ullånger 112 (Einzäunung / L1934:1472) Umfriedungswälle (ca.50m lang und bogenförmig verlaufend) aus Steinen am Nordufer des Ullångersfjärden südöstlich bei der Ortschaft Mäja, wenige Meter nördlich des Verlaufs der Europastraße 4. Bestehend aus vier Wällen von 2 m breiten Wällen, welche wohl teilweise abgetragen sind und nur noch bis zu 0,4 m Höhe haben, aber mitunter aus bis zu 1,5 m großen liegenden Steinen besteht. Im Westteil befindet sich direkt daneben der Steinhügel Ullånger 62:1 (L1935:8741) und ca. 80 m östlich davon befindet sich das Gräberfeld Ullånger 1:1 (L1935:8946)                       | Weitere Bilder |